# Bairon et ses environs
Bairon et ses environs é uma comuna francesa na região administrativa de Grande Leste, no departamento Ardenas. Estende-se por uma área de 44,86 km². Em 2010 a comuna tinha 1 042 habitantes (densidade: 23,2 hab./km²).
A municipalidade foi estabelecida em 1 de janeiro de 2016 e consiste na fusão das antigas comunas de Le Chesne, Les Alleux e Louvergny.